# Berlinmurens fall

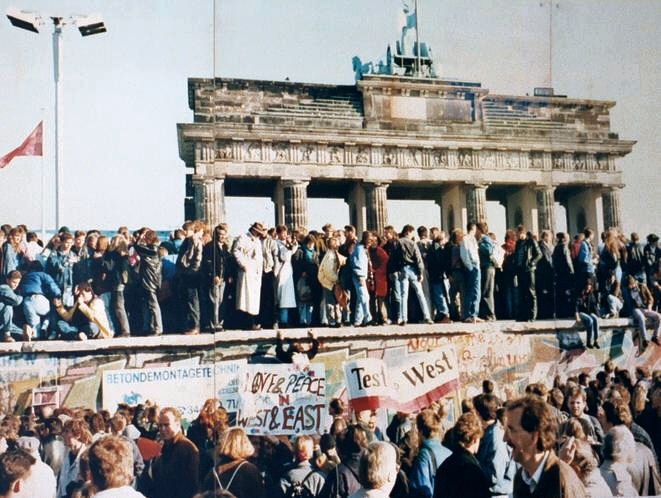
Väst- och östtyskar stående på Berlinmuren vid Brandenburger Tor några dagar före rivningen av muren.

Berlinmurens fall (tyska: Mauerfall) syftar på när den 28 år gamla Berlinmuren mellan Öst- och Västberlin plötsligt öppnades den 9 november 1989 och började rivas. Det följde på en tids snabbt eskalerande protester och ökad flykt från Östtyskland, och har kommit att symbolisera en viktig del av järnridåns fall och det kalla krigets slut. Det blev en snabbstart av processen som ledde till Östtysklands upplösning och Tysklands återförening den 3 oktober 1990.

## Bakgrund
Under 1989 hade många östtyskar flytt från Östtyskland, antingen genom Västtysklands ambassader i olika östeuropeiska stater, eller genom Ungern, som avskaffat utresekontrollerna. Det interna trycket på politiska förändringar ökade kraftigt, med allt större demonstrationer. En politisk kursändring, Wende, var till slut oundviklig. Den 18 oktober 1989 avgick Erich Honecker som Östtysklands ledare. Han ersattes av Egon Krenz, som dock kom att bli kortvarig i den positionen.

## Öppnandet
Den 9 november samma år meddelade Günter Schabowski som talesperson för politbyrån att nya reseregler skulle ge alla östtyskar möjlighet att resa utomlands, i stort sett med direkt utresetillstånd, även via gränspassager till Västberlin. På en direkt fråga om när, tvekade han och svarade sedan att det skulle vara från och med nu. Det var egentligen ett missförstånd, men människor började omedelbart strömma mot gränspassagerna, där vakterna inte fått någon information om ändrade regler. När trycket bara fortsatte öka från folkmassorna, insåg man att gränsen inte längre kunde hållas stängd, och gränsen öppnades för gott, och muren började rivas.

## Firande och jubileer
Den 21 november 1989 framförde Crosby, Stills & Nash sången "Chippin' Away" från Graham Nashs soloalbum Innocent Eyes vid Brandenburger Tor.
Den 25 december 1989 gav Leonard Bernstein konsert i Berlin, med orkester och kör från både Västtyskland och Östtyskland samt Frankrike, Sovjetunionen, Storbritannien och USA, för att fira murens fall, och då spelades Ludwig van Beethovens nionde symfoi men kallades "An die Freiheit"  ("Hymn till friheten") i stället för "An die Freude" ("Hymn till glädjen").
På nyråsafton den 31 december 1989 framförde David Hasselhoff sången "Looking for Freedom" medan han stod på toppen av den då delvis rivna muren. Roger Waters framförde musik från Pink Floyds album The Wall norr om Potsdamer Platz den 21 juli 1990. Bland gästartisterna som uppträdde fanns Bon Jovi, Scorpions, Bryan Adams, Sinéad O'Connor, Cyndi Lauper, Thomas Dolby, Joni Mitchell, Marianne Faithfull, Levon Helm, Rick Danko och Van Morrison.

### 10-årsjubiléet
Tisdagen den 9 november 1999 firades 10-årsjubileet med konsert och fyrverkerier vid Brandenburger Tor. Ryske cellisten Mstislav Rostropovitj spelade musik av Johann Sebastian Bach, medan tyska rockbandet Scorpions framförde sin sång Wind of Change. Kransar placerades ut till minne av de som blev skjutna vid flyktförsök till väst, och politiker höll tal.

### 20-årsjubiléet
Måndagen den 9 november 2009 firades 20-årsjubileet, då man bland annat placerat tre meter höga dominobrickor av frigolit med symboler för Kalla kriget, vid floden Spree mellan riksdagshuset och Potsdamer Platz. Dominobrickorna vältes sedan, efter att Lech Walesa satt dem i rullning, och föll mot Brandenburger Tor. Vid Brandenburger Tor avslutades sedan firandet med fyrverkerier.

### 30-årsjubiléet
30-årsjubileet firades med en musikfestival mellan måndagen den 4–söndagen den 10 november 2019.
Vid fotbollsmatchen i Bundesliga den 9 november mellan Hertha Berlin och RB Leipzig på Berlins Olympiastadion förstörde supportrarna en konstgjord Berlinmur.